# Kogai e kozuka
Il kogai e la kozuka (o Kogatana) sono due piccoli coltelli giapponesi.

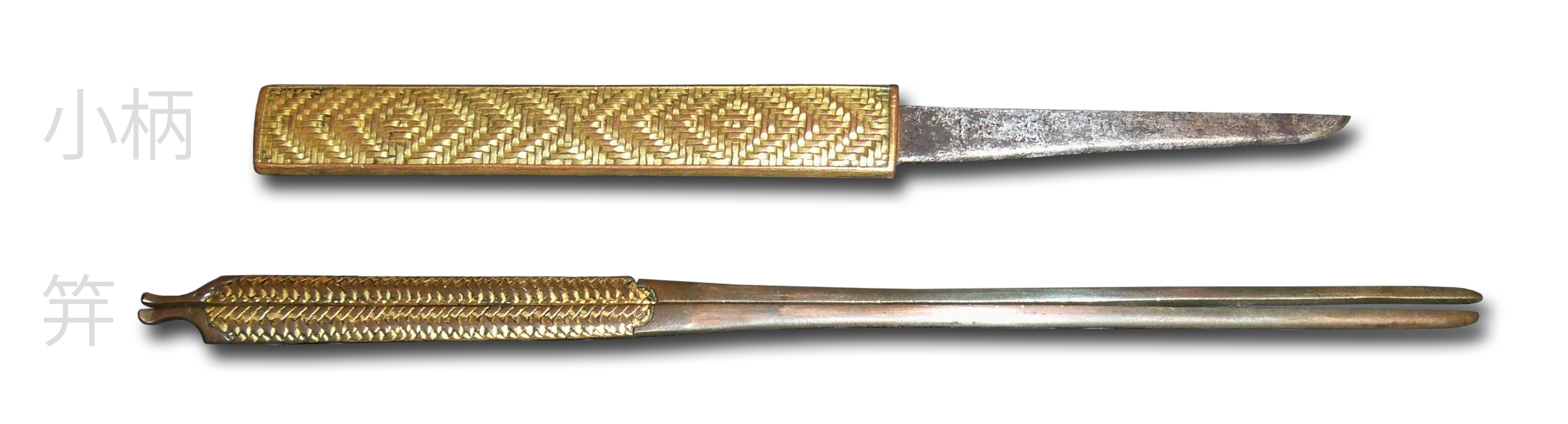
kozuka (o Kogatana) ed il Kogai

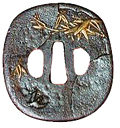
Tsuba con aperture per Kozuga e Kogai

Queste piccole armi sono portate dai samurai uno su ciascun lato del fodero del tantō o wakizashi, due tipi di spada corta, attraverso due buchi nella Tsuba, cioè il guardamano.

## Caratteristiche ed utilizzo
Il kogai assomiglia ad un sottile punteruolo e il kozuka o kogatana sembra un moderno coltello da carne, solo più piatto, a filo liscio singolo, con una punta; ambedue i coltelli sono completamente in acciaio, o con manico decorato, ed hanno usi non esattamente militari, cioè il Kogai è usato per acconciare i capelli, e sull'altra estremità vi è un pommellino per togliere il cerume dalle orecchie, mentre invece il Kozuka era più spesso usato come tagliacarte, invece che nel ruolo bellico, per cui non è ben congegnato.
Tuttavia altre fonti affermano che essi venissero utilizzati come armi secondarie: il kogai veniva utilizzato come dardo da lancio (in modo simile al Bo-Shuriken o al Kunai), mentre il kozuka come un coltellino di riserva da usare nell'impossibilità di utilizzare le armi primarie.
Quest'ultimo ha due nomi perché kozuka è il nome del tipo di impugnatura e kogatana è il nome del tipo di lama, dunque l'arma in sé stessa è chiamata con uno qualunque dei due nomi.